# International Society of Pharmacovigilance
La Società Internazionale di Farmacovigilanza (ISoP: International Society of Pharmacovigilance), in precedenza Società Europea di Farmacovigilanza (ESOP), è un'organizzazione scientifica internazionale non-profit, che mira a promuovere la farmacovigilanza sia sul piano scientifico che educativo, e valorizzare tutti gli aspetti dell'uso corretto e sicuro dei farmaci, in tutti i paesi.